# Ernst-Kohl-Straße

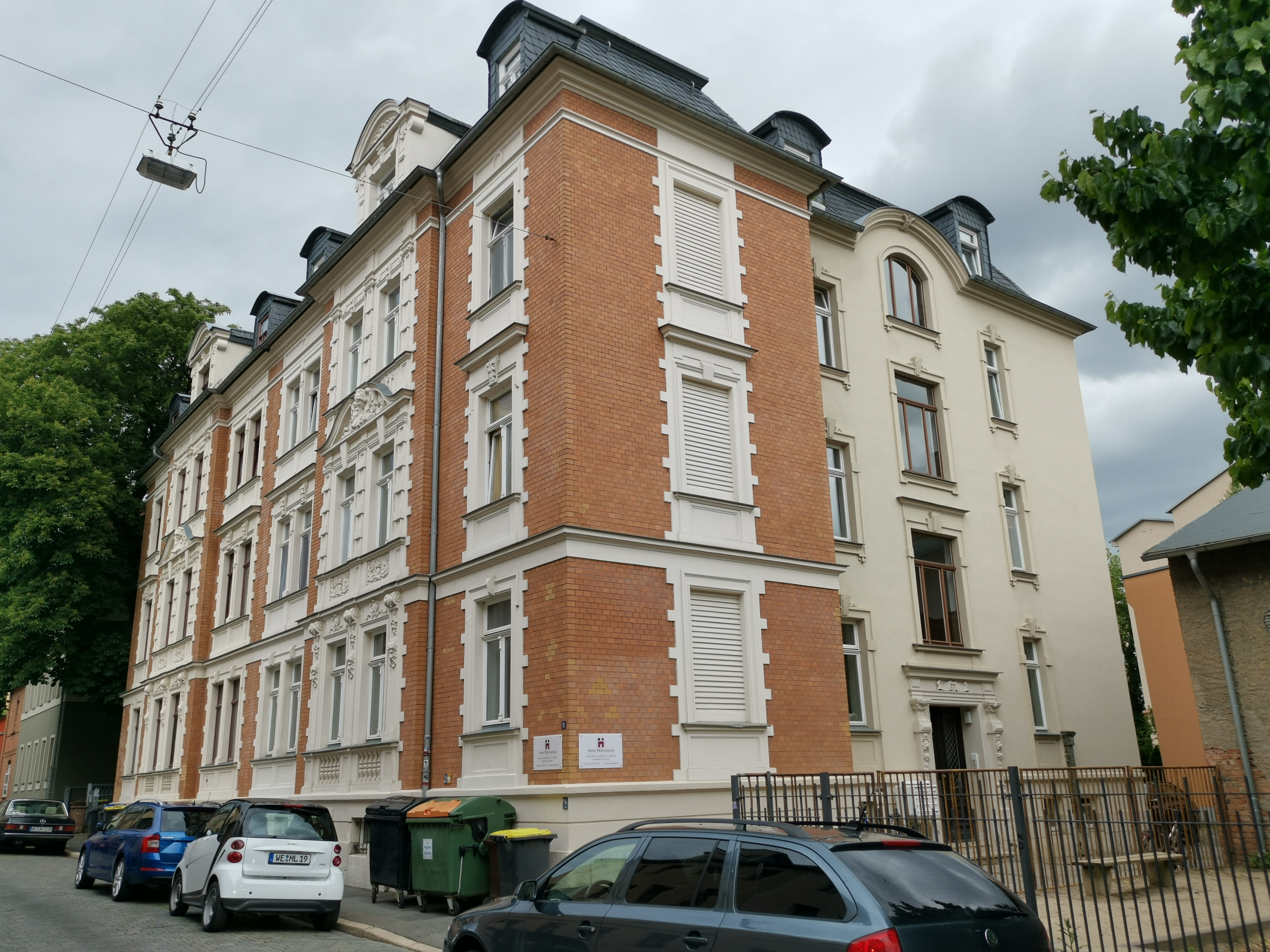
Ernst-Kohl-Straße 2/4

Die Ernst-Kohl-Straße in der Nordvorstadt in Weimar wurde am 27. Februar 1991 nach Ernst Heinrich Kohl benannt, von welchem das Bahnhofsviertel angelegt wurde. Nach einigen Umbenennungen bzw. zuletzt Straße der Jungen Pioniere heißt sie seit 1991 Ernst-Kohl-Straße. Ausgehend vom Rathenauplatz im Süden führt sie parallel westlich zur Carl-August-Allee nach Norden und endet an der Rohlfsstraße.
In der Ernst-Kohl-Straße sind zahlreiche Gebäude aus der Gründerzeit. Die Doppelwohnhäuser Ernst-Kohl-Straße 2/4, 27/29 und 31/33 stehen auf der Liste der Kulturdenkmale in Weimar (Einzeldenkmale).
Das Amtsgericht Weimar befindet sich in der Ernst-Kohl-Str. 23 a, vormals Carl-von-Ossietzky-Straße 60. Es befindet sich im gleichen Gebäudekomplex wie die Justizvollzugsanstalt.
Die Ernst-Kohl-Straße steht auf der Liste der Kulturdenkmale in Weimar (Sachgesamtheiten und Ensembles).